# Thanatephorus brevisporus
Thanatephorus brevisporus är en svampart som beskrevs av Pouzar 2001. Thanatephorus brevisporus ingår i släktet Thanatephorus och familjen Ceratobasidiaceae.   Inga underarter finns listade i Catalogue of Life.